# Kyle Zajec
Kyle Zajec (* 28. März 1997 in Westport, Connecticut) ist ein US-amerikanischer Fußballspieler auf der Position eines Mittelfeldspielers, der seit 2019 im Kader des USL-Championship-Franchises New York Red Bulls II, dem Reserveteam des Major-League-Soccer-Franchises New York Red Bulls, steht.

## Vereinskarriere

### Karrierebeginn in Connecticut und Wechsel zu den New York Red Bulls
Kyle Zajec wurde am 28. März 1997 als Sohn eines slowenischstämmigen Vaters und einer Asian American in der Küstenstadt Westport im US-Bundesstaat Connecticut geboren und begann noch in jungen Jahren mit dem Fußballspielen. Im Jahr 2002 wurde er schließlich beim 1994 gegründeten Jugendausbildungsverein Beachside SC, der mittlerweile (Stand: 2021) Teil der U.S. Soccer Development Academy ist. Beim Klub aus der wenige Kilometer westlich von Westport gelegenen Stadt Norwalk trat er bis 2011 parallel zu seiner Schullaufbahn, während der er ebenfalls für Schulfußballmannschaften zum Einsatz gekommen war, in Erscheinung. In seiner Jugend spielte er unter anderem mit Ethan Lochner, mit dem er später auch bei den New York Red Bulls und an der Universität zusammenspielte. Während seiner Zeit beim Beachside Soccer Club gewann Zajec mit dem Klub neben Regional- auch Staatsmeisterschaften. Als 13-Jähriger schaffte er im Jahr 2011 den Sprung an die Akademie des MLS-Franchises New York Red Bulls, für die er fortan in den verschiedenen Nachwuchsspielklassen zum Einsatz kam. So gewann Zajec, der unter anderem kurzzeitig auch unter Dan Woog an der Staples High School in Westport Fußball spielte, mit den Red Bulls im Jahr 2013 die Northeast Pre-Academy League Championship. Mit seiner damaligen U-16-Akademiemannschaft wurde er 2014 als beste U-16-Mannschaft der Vereinigten Staaten geführt. Während seiner fünfjährigen Zeit an der Akademie, in der er zumeist als Stammspieler fungierte, schaffte er es mit den jeweiligen Teams mehrfach in die Play-offs der jeweiligen Ligen in der USSDA. Aufgrund seiner Leistungen im Jahr 2014 wurde er zum Training in MLS-Franchises hochgeholt und absolvierte in diesem Jahr auch ein Spiel für die Reservemannschaft in der damals noch bestehenden MLS Reserve League. 2014/15 war er zudem auf 15 Einsätze, davon 14 Starts, und zwei Tore in der U-18-Mannschaft der Akademie gekommen. Während seiner Jugend galt er als bester Fußballspieler aus Westport seit Kyle Martino, der bis in die späten 1990er Jahre in Westport Fußball spielte und zum MLS-Spieler und US-amerikanischen A-Nationalspieler aufstieg.

### Profidebüt als Amateur in der United Soccer League
Am 27. März 2015, einen Tag vor seinem 18. Geburtstag, wurde bekannt, dass Zajec eine Amateurvereinbarung unterzeichnet hatte, die es ihm erlaubte für die eben erst gegründeten New York Red Bulls II in der United Soccer League zu spielen. Diese Vereinbarung erlaubte es ihm somit als Amateur in einer Profiliga zu spielen, ohne dabei seine Spielberechtigung für eine mögliche College-Laufbahn zu gefährden. Davor hatte er bereits im Herbst seines Junior-Jahres der Georgetown University seine mündliche Zusage erteilt und im darauffolgenden Februar einen National Letter of Intent unterschrieben. An seinem 18. Geburtstag, einen Tag später, gab er daraufhin sein Debüt in der zweitklassigen nordamerikanischen United Soccer League, als er beim allerersten Pflichtspiel der New York Red Bulls, einem 0:0-Heimremis gegen die Rochester Rhinos, von Beginn an und über die volle Spieldauer durchspielte. Ende April und Anfang Mai 2015 kam er noch in zwei weiteren Meisterschaftsspielen zu Kurzeinsätzen. Nach insgesamt drei Ligaeinsätzen im Spieljahr 2015, in dem es das Team im Endklassement auf den vierten Platz der Eastern Conference  gebracht hatte und in den saisonabschließenden Play-offs in den Conference Semifinals gegen die Rochester Rhinos ausgeschieden war, wechselte Zajec im Herbst 2015 an die Georgetown University nach Washington, D.C., an der er auch der Herrenfußballmannschaft der Georgetown Hoyas, der Universitätssportabteilung, angehörte.

### Zeit an der Georgetown
In seinem Freshman-Jahr brachte es Zajec auf lediglich vier Meisterschaftseinsätze. Die Mannschaft gewann nach der regulären Spielzeit in der Big East Conference auch die Big East Championship nach einem Finalsieg über die Creighton University. Für die Hoyas war es das erste Mal in ihrer Geschichte, dass sie das Postseason Tournament gewinnen konnten. Am Ende dieses Wettbewerbs wurde Zajec zum BIG EAST All-Academic gewählt. Im nachfolgenden NCAA Division I Men’s Soccer Tournament 2015, für das sich das Team aufgrund des Finalsiegs qualifiziert hatte, scheiterten die Georgetown Hoyas im Drittrundenspiel gegen die Boston College Eagles vom Boston College. In seinem darauffolgenden Sophomore-Jahr startete der Mittelfeldakteur in allen seiner 17 Ligaeinsätze, wobei er selbst torlos blieb, jedoch eine Torvorlage beisteuern konnte. Im Endklassement war die Mannschaft weniger erfolgreich. Zajec schaffte es in diesem Jahr ein weiteres Mal zum BIG EAST All-Academic.
Im Spieljahr 2017, seinem Junior-Jahr an der Georgetown, agierte er weiterhin als Stammspieler und startete in allen 20 seiner Meisterschaftseinsätze von Beginn an. Bei einem 2:0-Erfolg über die Villanova University erzielte er in diesem Jahr seinen ersten Treffer seiner College-Laufbahn. Des Weiteren gelang ihm in diesem Jahr eine weitere Torvorlage. Zum dritten Mal in Folge schaffte er es zum BIG EAST All-Academic. Mit der Mannschaft schaffte er nach einem Finalsieg über die Xavier Musketeers von der Xavier University im Big East Conference Men’s Soccer Tournament 2017 den Einzug ins NCAA Division I Men’s Soccer Tournament 2017. In diesem scheiterten die Hoyas jedoch bereits in der ersten Partie, dem Zweitrundenspiel gegen die Mustangs von der Southern Methodist University mit 1:2, was das frühzeitige Ausscheiden der Mannschaft aus diesem Wettbewerb bedeutete. In seinem abschließenden Senior-Jahr trat Zajec wesentlich offensiver in Erscheinung und kam bei 21 Einsätzen, von denen er in allen von Beginn an auf dem Spielfeld war, auf vier Tore und sieben Assists. Zajec, der in allen vier Jahren ein Letterman war, wurde auch in diesem Jahr zum BIG EAST All-Academic gewählt. Mit den Hoyas hatte er es in diesem Jahr zum wiederholten Male als Sieger des Big East Conference Men’s Soccer Tournaments (2018) in das saisonabschließende NCAA Division I Men’s Soccer Tournament (2018) gebracht. Nach einem knappen Weiterkommen gegen die West Virginia Mountaineers von der West Virginia University in der zweiten Runde schieden die seit 2006 von Brian Wiese trainierten Georgetown Hoyas in der nachfolgenden dritten Runde mit 0:1 gegen die Michigan State Spartans von der Michigan State University vorzeitig vom Turnier aus.

### Rückkehr zu den New York Red Bulls nach Studienabschluss
Nachdem er in den Jahren 2016, 2017 und 2018 bereits während der spielfreien Zeit an der Universität bei den New York Red Bulls U-23 in der viertklassigen Premier Development League gespielt hatte, kehrte er nach seinem Studienabschluss im Frühjahr 2019 wieder zu den New York Red Bulls zurück. Bereits Anfang des Jahres 2019 wurde davon berichtet, dass Zajec einen Homegrown-Player-Vertrag beim Franchise erhalten könnte. Kurz vor Beginn des Spieljahres 2019 wurde die Verpflichtung Zajecs bekanntgegeben. Anfangs fand er noch kaum Berücksichtigung und kam erst in der vierten Meisterschaftsrunde zu einem Kurzeinsatz, als er von John Wolyniec, der noch immer Trainer der Mannschaft war, beim 3:2-Heimsieg über den Memphis 901 FC in der 68. Spielminute für Jean-Christophe Koffi eingewechselt wurde. Im April wurde er bereits im öfter von Beginn an im zentralen bzw. offensiven Mittelfeld eingesetzt. Am 31. Mai 2019 erzielte er bei einem 4:0-Heimerfolg über den Bethlehem Steel FC seine ersten Treffer im Profifußball. Nachdem seine Einsätze im Juli und August etwas nachgelassen hatten, nachdem er sich einen Nasenbruch zugezogen hatte, kam der 1,83 m große Mittelfeldakteur ab Ende August wieder zu einer Reihe von Einsätzen, dabei abwechselnd in der Startformation und als Ersatzspieler. Im Endklassement belegten die New York Red Bulls II den sechsten Platz in der Eastern Conference und schafften dadurch nur knapp den Einzug in die saisonabschließenden Play-offs, in denen das Team wiederum bereits in der ersten Runde, den Conference Quarterfinals, gegen Indy Eleven ausschied.
Im nachfolgenden Spieljahr 2020, das von der COVID-19-Pandemie gezeichnet war, startete Zajec als Stammkraft. Nachdem der Spielbetrieb nach Austragung der ersten Meisterschaftsrunde aufgrund der Pandemie vorläufig unterbrochen und erst rund vier Monate später weiter ausgetragen wurde, fungierte Zajec ab dieser Zeit als Mannschaftskapitän. In der Zwischenzeit war die Liga aufgrund der Pandemie während der Spielpause komplett neu strukturiert worden, woraufhin die Liga in acht Gruppen zu je vier bzw. fünf Mannschaften ausgetragen wurde. NYRB II belegte in der Gruppe F den dritten Platz und schaffte dadurch nicht den Einzug in die saisonabschließenden Play-offs. Da er sich bei seinem vierten Ligaeinsatz, einem 4:2-Heimsieg über die Pittsburgh Riverhounds am 26. Juli 2020, einen Knochenbruch im linken Fuß zugezogen hatte, fiel Zajec für den Rest des Spieljahres verletzungsbedingt aus. Am 5. Februar 2021 wurde Zajecs auslaufender Vertrag um ein weiteres Jahr bis zum Ende des Spieljahres 2021 verlängert. Zur Zeit der Vertragsverlängerung befand er sich bereits wieder auf Rehab.